# Šolsko vojaško letalo
Šolsko vojaško letalo je vrsta vojaškega letala, katerega glavni namen je usposobiti bodoče pilote letal ali drugih zrakoplovov za potrebe operativnega delovanja. V sodobnih vojaških letalstvih se danes uporabljajo osnovni reaktivni trenažerji že zelo zgodaj, ponekod že po 10 urah letenja na batnih letalih.
Uporaba namenskih trenažerjev z dodatnimi konstrukcijskimi varnostnimi rešitvami, kot so dvosedi (študent in inštruktor), podvojene - dvojne kontrole letenja, prizanesljive karakteristike obnašanja letala, enostavno razporeditev kokpita, omogočajo pilotom, ki se usposabljajo, da varno izboljšajo svoje sposobnosti v bolj prizanesljivem letalu in se s tem poveča varnost letenja. Kasneje piloti napredujejo na zahtevnejše letalo, ko so za to usposobljeni.
Civilni piloti se običajno usposabljajo v lahkih letalih z dvema ali več sedeži za študenta in inštruktorja letenja.
Večina današnjih šolskih vojaških letal je zmožna nositi tudi oborožitev in tako lahko sodelujejo v resničnih bojih kot lahki jurišniki: zgled je Pilatus PC-9M »Hudournik«.

## Faze šolanja
Glede na stroške usposabljanja vojaških pilotov zračnih sil, se usposabljanje izvaja v fazah, da odpravijo neprimerne kandidate oz. jih preusmerijo na helikopter, transportna letala, navigatorje ali časnike za oborožitev. Stroški za tiste zračne sile, ki ne sledijo postopnemu režimu usposabljanja, niso le denarni, ampak tudi življenjski. Na primer: Indijske zračne sile,  so dolga leta delovalo brez ustreznega letala za napredno usposabljanje, kar je vodilo do visoke stopnje žrtev, saj so piloti prešli na visokozmogljiva reaktivna nadzvočna letala MiG-21 brez ustrezne ocene (progress checka) svoje sposobnosti.
Obstajata dve glavni področji za poučevanje, usposabljanje za letenje in operativno usposabljanje. Pri usposabljanju za letenje si kandidat prizadeva razviti svoje letalske sposobnosti. V operativnem usposabljanju se kandidat nauči uporabljati svoje letalske sposobnosti s simuliranimi tehnikami boja, napada in lovca.

### I. faza: Ab Initio - selekcija
Ab initio faza zajema selekcijo kandidatov in se jih na osnovi njihovih karakteristik po razporedi glede na potrebe letalstva in njihovih sposobnostih po programih usposabljanja.  Nadaljuje se z osnovnim letenjem. 
Ab Initio: 
- letenje v zoni
- letenje šolskih krogov
- samostojno letenje
- vizualna navigacija
- letenje iz kratkih stez
- letenje brez zunanje vidljivosti
- osnove radio navigacije

Običajno se sodobni vojaški piloti naučijo začetnih spretnosti letenja v lahkem letalu, ki se ne razlikuje preveč od civilnega letala za usposabljanje, tipično gre za enomotorna dvosedežna letala z fiksnim podvozjem tipa tricikel. Letala v tem rangu imajo tipično med 100 in 240 konjskih moči. V tej fazi se kandidati pregledajo glede duševnih in fizičnih lastnosti ter karakternih značilnosti in pripadnosti zračnim silam z sposobnostjo za delovanje v skupini. 
Tipična tricikel Ab Initio letala: Cessna 150, Cessna 152, Cessna T-41 Mescalero, Cessna 182, Zlin 242L, Scottish Aviation Bulldog, Diamond DA20 Eclipse, Cirrus SR20, Pipistrel Virus.
Ab Initio letala tandem izvedbe ali/in z repnim kolesom (zgodovina): Boeing-Stearman Model 75, Polikarpov Po-2, Zmaj Fizir FN, Bücker Bü 131 Jungmann, Bücker Bü 181 Bestmann, Hansa-Brandenburg B.I, De Havilland DH 82A Tiger Moth, de Havilland Canada DHC-1 Chipmunk, Jakovljev UT-2, Utva Aero 3.
Na koncu te faze se oceni kandidate, ki preidejo v celoten program usposabljanja pilotov. Tistim, ki so ocenjeni kot neprimerni za pilotsko komisijo, vendar kažejo druge lastnosti, se lahko ponudi možnost, da se kvalificirajo kot navigatorji in častniki za orožje.

### II. faza: Osnovno usposabljanje
Po Ab Initio fazi kandidat napreduje do osnovnega trenažerja. Ta letala so civilna ali vojaška letala za osnovno usposabljanje.
Osnovno usposabljanje:
- nočno letenje
- nizko navigacijsko letenje
- IFR letenje
- akrobatsko letenje
- vizualno letenje letalskih operacij
- letenje formacij
- vizualno letenje večmotornih letal - asimetrični potisk
- IFR letenje večmotornih letal
- instrumentalno letenje letalskih operacij
- osnove izvidovanja in  zajemanja posnetkov bojnega delovanja
- osnove jurišnega bojnega delovanja streljanja, bombardiranja in raketiranja
- osnove delovanja na vodnih telesih
- osnove zračnega bojnega delovanja

V tej fazi se kandidati naučijo vseh veščin osnovnega letenja letala, vzletanja in pristajanja, navigacijskega rutnega letenja, letenja v kontroliranem zračnem prostoru z osnovno uporabo radio navigacije (ADF, VOR, GNSS), nočnega letenja NVFR,  osnovnih pozitivnih akrobacij in IFR letenja brez zunanje vidljivosti. Šolanje tradicionalno poteka na enomotornih batnih letalih z uvlačljivim podvozjem tipa tricikel. Večina osnovnih trenažerjev je tudi oboroženih za osnovno usposabljanje iz streljanja, raketiranja in bombardiranja ter izvidovanja in zajemanja posnetkov za analizo in obveščanje o rezultatih bojnega delovanja.

#### Batni osnovni trenažerji
Letala v tem razredu imajo med 260 in 400 konjskih moči z bokser motorji (in med 300 do 1450 konjev z radialnimi batnimi motorji). Glavna prednost batnih letal je, da so preprostejša za vzdrževanje, operiranje in so predvsem cenejša pri dobavi nadomestnih delov, tudi najdražji novi batni motor ne doseže 20% cene novega turbopropelerskega motorja, zatorej bojo batni motorji ostali še dolgo v arzenalu osnovnih vojaških trenažerjev. Ostala prednost batnih motorjev je še, da vse kar se piloti naučijo na enomotornih letalih z uvlačljivim podvozjem in sprejemljivim korakom propelerja jim potem neposredno pride prav na večmotornih batnih letalih in turbopropelerskih transporterjih ter kakovostna tehnika letenja osnovnega trenažerja neposredno odlikuje veščine pilota za naprednejša letala in držijo piloti na njih osnovno kondicijo iz: proceduralnega letenja, akrobacij, IFR letenja, rokovanja z motorjem, propelerjem in uvlačljivim podvozjem. Letalski mehaniki za vzdrževanje batnih letal ne potrebujejo posebne specializacije (ratinga za tip), kar pomeni, da lahko ta letala vzdržujejo vsi in imajo zato večjo plovnost.
Tipični tricikel osnovni batni trenažerji z vzporednimi sedišči: SIAI-Marchetti SF.260, Grob G 120, Beechcraft Bonanza F33C, Jakovljev Jak-18T.
Tipični osnovni batni trenažerji tandem izvedbe ali/in z repnim kolesom: Socata TB 30 Epsilon, ENAER T-35 Pillán, Beechcraft T-34 Mentor, Jakovljev Jak-52, Nanchang CJ-6, Jakovljev Jak-152, Utva Lasta, North American T-6 Texan, North American T-28 Trojan, Fuji T-3.
Tipični osnovni batni trenažerji (zgodovina): Jakovljev Jak-7, Jakovljev Jak-18, Zlin Z-26 Trener, Zlin Z 526, Arado Ar 96, Messerschmitt Bf 108 Taifun, Soko 522.

#### Turbopropelerski osnovni trenažerji
Trubopropelerska letala se uporablja kot cenejši nadomestek reaktivnih trenažnih letal. Turbopropelerski trenažerji lahko posnemajo lastnosti upravljanja reaktivnih letal in imajo zadovoljive zmogljivosti za oceno kandidatovih tehničnih sposobnosti pri krmiljenju letala, hitrosti reakcije in sposobnosti predvidevanja dogodkov v nadaljnjem usposabljanju na bojnih reaktivnih lovcih.
Glavna slabost turbopropelerskih letal je, da so znatno dražja od batnih trenažerjev in njihovo vzdrževanje je precej bolj zapleteno in specifično ter mehaniki potrebujejo posebno specializacijo za vsak tip (rating za tip) turbopropelerskega letala posebej, kar znatno znižuje plovnost teh letal. Poleg tega imajo turbopropelerska letala izjemen moment propelerja zaradi relativno velikih moči. Teh slabosti reaktivna letala nimajo.
Tipični turbopropelerski osnovni trenažerji: Beechcraft T-6 Texan II, Embraer EMB 312 Tucano, Pilatus PC-21, Pilatus PC-9, Pilatus PC-7, KAI KT-1 Woongbi, Grob G 120TP, Fuji T-7, Beechcraft T-34C Turbo-Mentor.

#### Reaktivna letala
Šolska reaktivna letala se uporabljajo v zračnih silah lahko že zelo hitro ponekod pri procesu usposabljanja, ponekod že po 10 urah selektivnega letenja na batnih letalih. Šolska reaktivna letala odlikujejo relativno nizke minimalne hitrosti okoli 100 vozlov in visoke maksimalne podzvočne hitrosti križarjenja okoli 500 vozlov oz. 0,8 Macha. Kandidati se na šolskih reaktivnih letalih naučijo osnov letenja letenja, vizualnega rutnega letenja, nočnega letenja, IFR inštrumentalnega letenja in akrobatskega letenja pozitivnih osnovnih figur. Na njih je izvaja tudi osnovno bojno šolanje iz streljanja, raketiranja in bombardiranja ter izvidniške operacije slikanja in snemanja. Pred razpoložljivostjo turbopropelerskih letal so osnovno usposabljanje izvajali izključno z šolskimi reaktivnimi letali. Danes se po večini favorizira dvomotorna reaktivna letal zaradi varnosti, kajti če pride do okvare enega motorja se ne izgubi letalo in poleg tega omogoča dodaten trening asimetričnega potiska, kar enomotorni ne omogočajo. Glavna prednost reaktivnih letal je da nimajo momenta propelerja in velika moč ni problematična, tudi rokovanje z njimi je relativno preprosto zaradi česar so kandidati sposobni že osnovno usposabljanje opravljati na reaktivnih šolskih letalih. Na pram turbopropelerskim letalom vzdrževanje ne predstavlja kakšne razlike, saj morajo imeti mehaniki ravno tako specializiran rating za tip letala. Tistim kandidatom, ki niso primerni za nadaljevanje usposabljanja za pilote hitrih reaktivnih letal, se lahko usposobijo za letenje z večmotornimi letali ali nadaljujejo šolanje na helikopter.
Tipični osnovni šolski reaktivni trenažerji: Aero L-39 Albatros, McDonnell Douglas T-45 Goshawk, Soko G-4 Super Galeb, North American T-2 Buckeye, Aero L-159 Alca, BAE Systems Hawk, Jakovljev Jak-130, Alenia Aermacchi M-346 Master,  KAI T-50 Golden Eagle, Kawasaki T-4, Hongdu JL-10.
Tipični osnovni reaktivni trenažerji (zgodovina):  Lockheed T-33 Shooting Star, Soko G-2 Galeb, Aero L-29 Delfín, Cessna T-37 Tweet, Saab 105, Morane-Saulnier MS.760 Paris, Fouga Magister, Aermacchi MB-326, BAC Jet Provost, Folland Gnat, CASA C-101, Hispano HA-200, Dornier Alpha Jet.

#### Večmotorna letala
Tisti piloti, ki se usposabljajo za letenje s transportnimi, tankerji, bombniki in drugimi večmotornimi letali za potrebe transporta ali VIP letenja, začnejo z majhnimi batnimi večmotornimi letali. Šolska letala v tem rangu imajo po dva batna motorja, vsak ima med 180 in 400 konjskimi močmi. Na teh letalih se piloti naučijo letenja asimetrije in vzleta z enim nedelujočim motorjem.
Tipični osnovni batni večmotorni trenažerji: Piper PA-34 Seneca, Beechcraft Baron, Aero Commander 500, Cessna 310, Cessna 340, Cessna 404 Titan, Cessna 414, Cessna 421, Piper PA-31 Navajo, Partenavia P.68, Piper PA-44 Seminole, Piper PA-23 Aztec, Piper PA-30/39 Twin Comanche.
V nekaterih zračnih silah gredo piloti še pred dodelitvijo na operativni tip na poseben napredni turbopropelerski trenažer.
Tipični večmotorni napredni in operativni trenažerji: Beechcraft King Air oz. varianta T-44A Pegasus, Cessna 425 Corsair/Conquest I, Cessna 441 Conquest II, de Havilland Canada DHC-6 Twin Otter.
Ko so piloti popolno usposobljeni za IFR letenje z večmotornimi letali in letenje z nedelujočim motorjem nadaljujejo šolanje na desnem sedežu operativnega tipa.
Nekatere zračne sile optimizirajo število osnovnih tipov večmotornih letal, pri čemer derivati osnovnega letala služijo različnim vlogam, tako da se pilot, usposobljen za tip letala, seznani samo z razlikami (diferences training) med posameznimi različicami v isti družini. Tak primer je letalo Boeing 707, ki službuje v različicah: potniški, tanker, tovorni, poveljniški, AWACS, ELINT s strani številnih letalskih sil.

### III. faza: napredni trenažer - nadaljevalno bojno usposabljanje
Tisti, ki napredujejo v usposabljanje za hitro letenje reaktivnih letal, bodo nato napredovali do naprednega transoničnega trenažerja (0,8-1,2 Macha), ki je običajno sposoben visokih podzvočnih hitrosti ali nadzvočnih hitrostih, visoko energijskih manevrov in opremljen s sistemi, ki simulirajo sodobno orožje in nadzor. Nadaljevalno bojno operativno šolanje se dela na teh letalih.
Nadaljevalno bojno usposabljanje:
- letenje s transoničnimi hitrostmi
- instrumentalno letenje in omejitve
- prestrezanje civilnih reaktivnih letal in spremstvo VIP
- skeniranje položajev sovražnika
- namerno elektronsko motenje signalov ADS-B, GPS
- uporaba data linka z bazo v živo in on-time delovanje
- uporaba EFB - nalaganje nalog preko tablice na letalo
- letenje z velikimi hitrosti pod radarsko višino
- uporaba naprednih orožji
- jurišno delovanje na kopnem in vodnih telesih
- radarska identifikacija cilja in uničenje brez vizualnega stika
- zračno nočno bojno delovanje v formaciji
- točenje goriva v zraku

Tipični osnovni reaktivni trenažerji: Northrop T-38 Talon, Aero L-159 Alca, Jakovljev Jak-130, Aero L-39 Albatros, McDonnell Douglas T-45 Goshawk, Soko G-4 Super Galeb, North American T-2 Buckeye, BAE Systems Hawk, Alenia Aermacchi M-346 Master, KAI T-50 Golden Eagle, Kawasaki T-4, Hongdu JL-10.
Učinkovita bojna letala so zdaj funkcija sodobne elektronike. Na tej stopnji se pilot začne učiti upravljanja radarskih sistemov in elektronike ter obrožitve. Sodobni napredni trenažerji imajo programabilne več funkcijske zaslone, ki jih je mogoče programirati za simulacijo različnih scenarijev. Večina naprednih trenažerjev nima lastnih radarskih sistemov, vendar je mogoče vgrajene sisteme programirati tako, da simulirajo radarske stike. Z datalinks in GPS je mogoče ustvariti virtualni radar sisteme s podobno opremljenimi zrakoplovi, ki drug drugemu posredujejo svoje položaje v realnem času, in računalniki na krovu, ki ustvarjajo radarski zaslon na podlagi teh informacij. Namen programabilnih zaslonov je pospešiti usposabljanje pilotov s čim bolj repliciranjem sistemov, ki jih bo pilot našel v delujočem letalu.

#### Navigacijski trenažerji
Manjši delež vojaških letal za usposabljanje, ki so bili razviti iz transporterjev za usposabljanje navigatorjev in drugega operaterjevnega osebnja na krovu kot so časniki za orožje oz. tradicionalno bombardirji v letalstvu. Ker se ti navigacijski časniki običajno učijo navigacije z uporabo instrumentov, lahko sedijo na konzolah v kabini letala in ne potrebujejo neposrednega pogleda nad pokrajino, nad katero letalo leti. Operaterji zračnega orožja ali sistemov, povezanih z radarji, so lahko podobno usposobljeni, bodisi v letalih za usposabljanje bodisi v operativnem letalu med učnimi leti.
Tipični navigacijski trenažerji: Beechcraft Model 18, Vickers Varsity, British Aerospace 125, Boeing T-43.

### IV. faza Reaktivna supersonična letala in operativna letala ter jurišniki - operativno usposabljanje
Naslednja dva razreda sta rezervirana za hitra reaktivna letala, ki letijo vsaj 1,3 macha. Prvi razred sestavljajo letala z enim reaktivnim motorjem. Drugo skupino pa letala z dvema reaktivnima motorjema. Ta razred pogovorno imenujemo tudi težek reaktivni lovec, enomotorne pa lahke reaktivne lovce. Ta letala se po navadi ne razlikujejo od pravih reaktivnih bojnih letal. Po navadi so bojni izvedenki dodan le še en sedež za instruktorja. Vendar so pa tudi izjeme. 
Operativno usposabljanje: 
- uporaba celega oborožitvenega arzenala
- delovanje nad sovražnikovim ozemljem
- letenje na velikih hitrostih in višinah nad Armstrongovo mejo
- delovanje v izjemnih primernih z nad forsažnimi režimi
- delovanje pod sovražnikovim ognjem
- uničenje izstreljenih sovražnikovih bojnih sredstev v zraku
- zaznavanje zrakoplovov daleč v sovražnikovem zaledju
- uničevanje težkih oklepnih vozil
- nevtralizacija ladij in zaznavanje podmornic
- nevtralizacija zemeljske infrastrukture

Večina vojaških letal za zemeljski napad in prestreznikov ima dvosedežno trenažno različico. To so bojno sposobna operativna pretvorbena letala za usposabljanje na delovnem mestu za pilote, ki so diplomirali na tej ravni, in so običajno na voljo z malo preoblikovanja v izrednih razmerah v izvidniško ali bojno vlogo. Večina operativnih letal za pretvorbo ohrani polno funkcionalnost operativne različice z rahlimi poslabšanji zmogljivosti zaradi povečane teže in upora ter morda zmanjšanega dosega zaradi zmanjšane notranje nosilnosti goriva. V nekaterih dvosedežnih lovskih letalih, kot je Tornado, je mogoče letalo operativne pretvorbene enote (OCU) ustvariti z podvajanjem kontrol letenja v zadnji kabini. Pri navadnem enosedežnem letalu je mogoče zgraditi drugo pilotsko kabino za prvotno pilotsko kabino (npr. različica TA-4S za A-4SU Super Skyhawk) ali pa se pilotska kabina razširi, da se inštruktor namesti na drugi sedež za pilotom. Ko bodo piloti usposobljeni za letenje z določeno vrsto letala, bodo piloti nadaljevali z rednimi vajami usposabljanja, da ohranijo kvalifikacije na tem letalu in izboljšajo svoje veščine, na primer vaje Rdeče zastave ZDA. Napotitev majhnih letal skupaj s podpornim osebjem in opremo na vaje, ki jih izvajajo drugi narodi, se lahko uporabi za razvoj bojnih veščin, za razvoj teh veščin pa se lahko uporabijo tudi tekmovanja med službami in enotami v bombardiranju in streljanju. 
Dvosedežno letalo lahko samo po sebi postane osnova operativnega letala, drugi sedež pa se uporablja za ustvarjanje orožnega častnika ali navigatorske postaje v letalu s prvotno samo pilotom, na primer F-15E Strike Eagle je razvoj F -15D, ki je dvosedežna različica za usposabljanje F-15 Eagle.
V nekaterih zračnih silah, ki imajo mešanico visoko in nizko zmogljivih letal je pilote mogoče najprej dodeliti letalom z nižjo stopnjo zmogljivosti, nato pa preiti na najzahtevnejša letala. Na primer, v italijanskih zračnih silah lahko pilot začne svojo službeno kariero na jurišnem letalu AMX in ko njihove izkušnje rastejo, napredujejo do bolj sposobnih letal, kot je Tornado IDS. Druge zračne sile, kot je Kanada, tega ne počnejo. 
Letala v tej skupini: McDonnell Douglas F-15E Strike Eagle, McDonnell Douglas F/A-18 Hornet,  Dassault Mirage 2000, Dassault Rafale, Eurofighter Typhoon, Sukhoi Su-35,  Sukhoi Su-57, Mikoyan MiG-35, Saab JAS 39 Gripen.

#### Jurišniki
V tej fazi se piloti usposobijo na dejanskem letalu na bojno delovanje v pogojih nadaljnjega letenja, v tej skupini so tudi letal proti gverilskemu bojevanju. Letala v tej skupini so: Fairchild Republic A-10 Thunderbolt II, SEPECAT Jaguar, SOKO J-22 Orao, Suhoj Su-25 Frogfoot, MiG-27, McDonnell Douglas F/A-18 Hornet, Suhoj Su-34, General Dynamics F-111 Aardvark.

#### Izvidniška letala
Večina vojaških letal za izvidništvo se danes uporabljajo pretežno za elektronsko izvidovanje (snemanje frekvenc oborožitvenih sistemov). Tipična izvidniška letala:  Lockheed U-2, Tu-142, Antonov 30, Northrop Grumman EA-6B Prowler, Bombardier Global, Berijev Be-12, Iljušin Il-38.

#### Bombniki
V tej fazi se piloti ali ostali strokovnjaki prešolajo na operativna letala: Boeing B-52 Stratofortress, Lockheed F-117, Northrop B-2, Rockwell B-1 Lancer, Tupoljev Tu-22M, Tupoljev Tu-95/142, Tupoljev Tu-160, Šjan H-6.

#### Transportna in VIP letala
V tej fazi se piloti ali ostali strokovnjaki prešolajo na tip v dejanskih operativnih pogojih. Transportna letal so ključnega namena za podporno logistiko brez katere se vsaka vojska razpade. Tipična letala: Alenia C-27J Spartan, Lockheed C-130 Hercules, Airbus A400M Atlas, Airbus A330 MRTT, Iljušin Il-76, Boeing C-17 Globemaster III, Lockheed C-5 Galaxy, Antonov An-124 Ruslan. 
Vojske imajo za visoke časnike ali za politične voditelje držav običajno tudi posebne VIP letala, ki so poleg prevoza oseb dostikrat uporabljeni tudi za hiter transport rezervnih delov, poškodovanih vojakov, človeških organov za presaditev in pošte.
Tipična VIP letala: dolgega dosega: Dassault Falcon 7X, Bombardier Global Express, Gulfstream G650/G700/G800; velika VIP: Dassault Falcon 900, Dassault Falcon 2000, Bombardier Challenger 600, Embraer Legacy 600; srednja VIP: Bombardier Challenger 300, Cessna Citation X, Dassault Falcon 50, Cessna Citation Excel, Embraer Legacy 450/500, Cessna Citation Latitude; mala VIP: Cessna CitationJet/M2, Cessna Citation II, Beechcraft Premier I, Hawker 400, Embraer Phenom 300, Embraer Phenom 100, Learjet 35

#### Specializirana letala
V tej fazi se piloti ali ostali strokovnjaki dokončno prešolajo na tip v dejanskih operativnih pogojih, v katerih bodo potem karierno nadaljevali svojo nalogo.

## Zgodovina
Zgodnji trenerji so bili pogosto športna letala ali zastarela bojna letala, tako je bilo praviloma pred prvo svetovno vojno in tudi prva leta po njej.
Med svetovnima vojnama so namensko izdelani trenažerji, ki so pokrivali različne specialnosti, v veliki meri so kvalitetno nadomestili zastarele trenažerje v zahodnih oboroženih silah, posebej za bombardiranje ter strelsko in navigacijsko usposabljanje
Francozi so pričeli uporabljali sistem napredovanja, v katerem se je pilot učil na vse bolj sposobnih letalih.  Izkazalo se je, da je uporaba zastarelih lovskih letal neustrezna in začela se je proizvodnja Caudron G.III, Nieuport 83 in ostalih prvih namenskih šolskih letal.
Za usposabljanje številnih potencialnih letalcev, ki prihajajo iz Kanade in ZDA, je bil ustanovljen Royal Flying Corps Canada. Uporabljali so trenažerje: Curtiss JN-4 (Can). Združene države so pričele svoj program usposabljanja z  letali: Curtiss JN-4 in Standard J-1s.
V Nemčiji so za namene usposabljanja izdelovali različne zastarele dvosedežnike: Albatros C.III.
Nemčija se je v tridesetih letih dvajsetega stoletja začela oboroževati, zato so bila mnoga prvotna letala zasnovana z dvojno vlogo, tako da so jih, ko so zastarela v svoji bojni vlogi, uporabljali kot trenažerska letala. Do druge svetovne vojne pa so njihove potrebe presegle tisto, kar je bilo mogoče prihraniti pri proizvodnji, in čeprav so uporabljali številne namensko izdelane zasnove, kot je Bücker Bü 131, so se v veliki meri zanašali na ujeta letala in zastarele bojne tipe.
V Združenem kraljestvu je bil uporabljen drugačen sistem usposabljanja kot francozi. Ampak tudi v Združenem kraljestvu so začeli učenci leteti z zastarelimi letali, preden so dobili prve trenažerje: Avro 504 in Airco DH.6 .
Britanci so organizirali načrt letalskega usposabljanja British Commonwealtha, ki je prestavil večino usposabljanja letalskih posadk stran od aktivnih vojnih območij v Kanado in drugod, kjer so piloti začeli na De Havilland Tiger Moth kot osnovnim trenažerjem pred nadaljevanjem na severnoameriškem Harvardu za napredno usposabljanje, Avro Anson, Airspeed Oxford in Bristol Bolingbroke za usposabljanje z več motorji in bombardiranje. Zastarele tipe kot sta Fairey Battle in Westland Lysander, so uporabili tarčo, medtem ko so bile druge vrste, kot je North American Yale, uporabljene za usposabljanje radio operaterjev. De Havilland Canada DHC-1 Chipmunk so razvili takoj po drugi svetovni vojni kasneje pa še Percival Provost.

### Združene države Amerike
Združene države Amerike so standardizirale tri vrste – primarni trenažer, od katerih je najbolj znan Stearman PT-13/PT-17, osnovni trenažer, kot je Vultee BT-13, in napreden trenažer, kot je dobro znani North American AT-6 Texan, ki se je tudi na široko izvažal v države Commonwealtha poleg Harvarda, ki ga je uporabljala tudi Jugoslavija. Najbolj znana družba za šolska letala je postala North American Aviation. Proizvodnja različnih bojnih tipov je bila preusmerjena v šolska letala, bili so vloženi precejšnji napori, da bi pokrili vse možne vrste usposabljanja z namensko izdelanimi tipi.
Združene države Amerike so po drugi svetovni vojni upravljale Beechcraft T-34 Mentor za osnovno usposabljanje za letenje. Severnoameriški T-28 Trojan je nadomestil T-6 v ameriških zračnih silah. ZDA so veljale za učinkovit sistem šolanja pilotov za razliko od drugih držav, ki so imele celo ogromne izgube med šolanjem zaradi pomakanja prilagajanja programa in forsiranja po planu neglede na napredek kandidatov.

### Jugoslavija
V Kraljevini Jugoslaviji so uporabljali za šolanje: Zmaj Fizir FP.2, Zmaj Fizir FN, Rogožarski PVT, Rogožarski R-100, Rogožarski SIM-Х, Bücker Bü 131, Messerschmitt Bf 108, Avia BH-33 in dvomotornega: Caproni Ca.310. Jugoslovanska specialnost je bilo šolanje na hidroplanih, piloti za bombnike so se šolali tudi na večmotornih letalih. Skupno število trenažerjev je bilo 158 avionov leta 1941, kar je znašalo dobrih 17% celotne flote.
V povojni Jugoslaviji so se takoj po drugi svetovni vojni uporabljalo letala, ki jih je pred vojno uporabljala že Kraljevina Jugoslavija in letala dobljena pri zaveznikih ter zaplenjena letala od okupatorja. Arzenal šolskih letal je bil v 1950ih in 1960ih eden izmed bolj bogatih na svetu, saj je bila jugoslovanska flota sestavljen tako iz zahodnih kot vzhodnih enomotornih, dvomotornih in reaktivnih ter nadzvočnih letal. Skupno število trenažerjev vseh vrst je bilo 434 avionov brez helikopterjev leta 1990, kar je dobrih 44% celotne flote.
Zadnje generacije pilotov so opravile 10 ur selektivnega letenja na batnih letalih Utva 75, potem pa so nadaljevali direktno na reaktivna šolska letala Soko Galeb, kjer so se naučili: letenja, rutne navigacije, akrobatskega letenja, nočnega letenja in inštrumentalnega letenja, zatem je sledilo dvosedežno letalo Mig-21. Šolanje je potekalo po sistemu 4 leta letalske gimnazije Mostar in potem letalska akademija v Zadru.
Ab Initio trenažerji (povojni): Zmaj Fizir FN, Zmaj Fizir FP-2, Polikarpov PO-2, de Havilland Tiger Moth, Jakovljev UT-2, Bücker Bü 131 Jungmann, Bücker Bü 181 Bestmann, Ikarus Aero 2, Westland WS-51 Dragonfly (helikopter),  Soko S-55/Sikorsky H-19 Chickasaw (helikopter); Ab Initio trenažerji (zadnji): Utva Aero 3, Utva 66, Utva 75, Soko/Aérospatiale Gazelle (helikopter)
Osnovni trenažerji (povojni): Utva 213 Vihor, Iljušin UIL-2, Junkers Ju-52 (večmotorni), Lisunov Li-2 (večmotorni), Petljakov Pe-2 (večmotorni),  de Havilland DH.98 Mosquito (večmotorni), Ikarus  214 (večmotorni), North American Aviation T-6 Texan/Hardvard; Osnovni trenažerji (zadnji): Zlin 526, Soko 522, Douglas C-47 Dakota (večmotorni), Piper 34 Seneca (večmotorni)
Reaktivni trenažerji: Lockheed T-33 Shooting Star, Soko G-2 Galeb, Soko G-4 Super Galeb, Soko NJ-21 Jastreb, Soko NJ-22 Orao. Na področju reaktivnih trenažerjev je Jugoslavija bila samo zadostna in je požela dobre mednarodne ocene letalskih strokovnjakov svojih šolskih reaktivnih letal.
Nadzvočni trenažerji: Mig 21U/NL-12, Mig 21PFM/NL-14, Mig 21US,UL,UM/NL-16, Mig 29UD/NL-18